# Brahma-szútra
A Brahma-szútra (szanszkrit: ब्रह्म सूत्र) az upanisadokban, Brahmanról, a végső valóságról kifejtett tant, 555 szútrában (mondattöredékben) rendszerező ősi indiai mű.
A szöveget Bádarájanának, a feltehetőleg Kr. e. 1. században élt bölcsnek tulajdonítják, de lehetséges, hogy végső formáját csak évszázadokkal később nyerte el. Az indiai irodalomban több más neve is van: Védánta-szútrának (वेदान्त सूत्र) vagy Uttara-mímánszá-szútrának is nevezik, mivel a szöveg a védánta filozófiáját vázolja fel. Bádarájana-szútrának is hívják feltételezett szerzője neve után, és Vjásza-szútrának is, mivel egy másik hagyomány szerint egy Vjásza nevű bölcstől származik. Sáríraka-szútrának is nevezik, mivel azt vizsgálja, "ami testet öltött", vagyis az egyéni önvalót (Sankara szerint) vagy Brahmant (Rámánudzsa szerint).
A többi szútrákhoz hasonlóan, rendkívül rövidek, szinte szándékosan homályosak, kommentárok nélkül érthetetlenek. Sankara, Rámánudzsa, Madhva és Vallabha is írt hozzá kommentárt, melyek többé-kevésbé eltérnek egymástól.
Sankara monisztikus (advaita-váda) kommentárja a nyugati szakemberek túlnyomó többségének felfogása szerint a rendszer tartalmának leghűebb kifejezése. Alapgondolata Brahman és az átman egysége. A világ-lélek, minden lét örök kútfeje, nem más mint az átman (egyéni lélek).
Rámánudzsa teisztikus szellemben magyarázta e szútrákat, s az üdvösség útját az istenség odaadó szeretetében látta (bhakti). Az ő rendszere a visista-advaita, "a modifikált monizmus". Az egyéni lelkek, akiket Isten, a Legfőbb Lélek, bocsátott ki magából, nem azonosak vele, hanem egyénileg különböző, tudatos lények s mindörökké ilyenek maradnak is - azután is, hogy a lét körforgatagából kikerülve az istenség jelenlétében örök boldogságot élveznek.